# ハイデルベルク交響楽団
ハイデルベルク交響楽団（Heidelberger Sinfoniker）は、ドイツ、ハイデルベルクを本拠地とするピリオド系オーケストラ。モダン楽器を土台にして、ホルン、ティンパニ、トランペットにはピリオド楽器を用いる。

## 概要
1993年秋にトーマス・ファイが、前身であるシュリアバッハ室内管弦楽団から発展的に組織し、1994年1月1日に、マンハイムのローゼンガルテンで第1回の演奏会を行う。曲目はベートーヴェンの交響曲第9番。ドイツ国内、ヨーロッパだけでなく、南アメリカ、日本などにも演奏旅行を行っている。
現在までに共演したソリストにはトーマス・ツェートマイアー、ルドルフ・ブッフビンダー、シプリアン・カツァリス、ベルント・グレムザー、ファジル・サイ、ラインハルト・フリードリヒなどがいる。レパートリーはウィーン古典派からドイツ・ロマン派、ヨハン・シュトラウス2世に重点を置いている。録音ではハイドン、ベートーヴェン、メンデルスゾーンの交響曲などが数多くヘンスラーより発売されている。ハイドンの交響曲集は現在全集録音が進行中である。なおメンデルスゾーンの録音は、初期の作品である弦楽のための交響曲全曲をも含む交響曲全集となっている。
2020年からヨハネス・クルンプが芸術監督を務める。